# Akita ranga

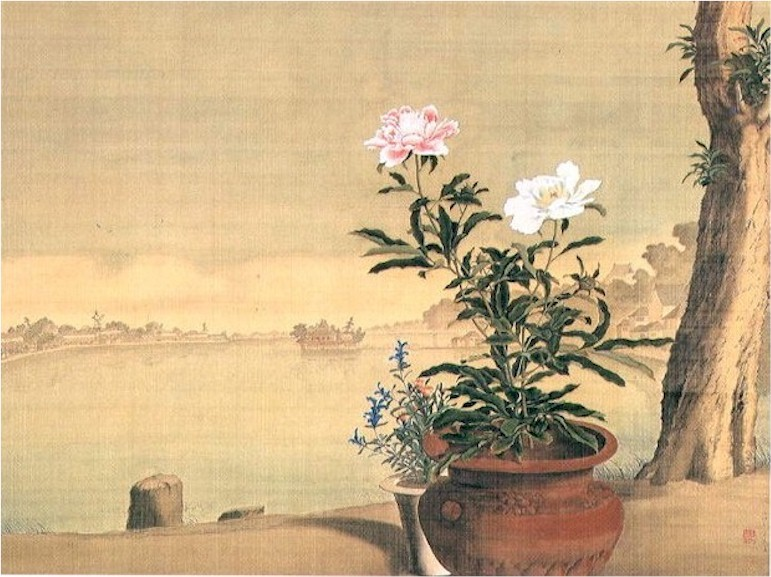
Toeizan Shinobazuike, Odano Naotake (1770) Akita Museum of Modern Art.

L'Akita ranga (秋田蘭画), aussi connue sous le nom Akita-ha (秋田派), est une éphémère école de peinture japonaise dans le vaste ensemble du ranga, ou peinture de style hollandais, active approximativement de 1773 à 1780. Située dans le domaine féodal de Akita, elle est dirigée par Satake Shozan, le seigneur du château et Odano Naotake, son obligé. Bien que de nombreux artistes ranga, tout particulièrement Shiba Kōkan, produisent des œuvres inspirées de thèmes européens, les peintres Akita pour la plupart représentent des thèmes japonais traditionnels et des compositions en utilisant des techniques de style occidental et une approximation de peinture à l'huile.
Quelques-uns des principaux traits qui distinguent l'Akita ranga de la peinture traditionnelle japonaise sont l'inclusion des ombres, l'utilisation de la perspective, des reflets dans l'eau et l'utilisation du bleu pour le ciel et la mer. Par ailleurs, les artistes ranga laissent peu ou pas d'espace vide sur leurs tableaux, copiant les traditions artistiques occidentales et allant ainsi à l'encontre des traditions de l'Asie de l'Est. Enfin, ils utilisent des huiles et des résines, en plus des pigments japonais, pour simuler l'apparence de la peinture à l'huile. Beaucoup de leurs œuvres comportent un grand sujet au premier plan qui montre des techniques de lumière et d'ombre, avec un petit paysage lointain qui dévoile la compréhension et la maîtrise des techniques de la perspective.

## Histoire
L'école est créée quand Hiraga Gennai, le maître du rangaku (études hollandaises), est invité au domaine dans la région de Tōhoku du Honshū, pour aider de ses conseils le daimyo Satake Shozan, relativement à la gestion des mines de cuivre du domaine d'Akita. Celui-ci est le principal fournisseur de cuivre de l'archipel à cette période, et une grande partie de sa production est également envoyée à l'étranger. Bien que Gennai soit surtout connu comme médecin, botaniste et inventeur, il est également peintre ranga et fait découvrir à Shozan les techniques artistiques occidentales.
Odano Naotake, l'un des principaux obligés de Shozan, est ensuite envoyé vivre à Edo pour étudier avec Gennai pendant cinq ans et l'on pense qu'il entre probablement en contact avec un certain nombre d'autres artistes et spécialistes rangaku pendant ce temps. De retour à Akita, il compose, avec Shozan, trois traités sur la peinture de style occidental. Ce sont parmi les premiers de ce genre à être produits au Japon.
L'école travaille principalement à partir de carnets de croquis et d'études de la vie des plantes, des oiseaux et des insectes. Comme ses membres sont tous assez aisés car issus de la classe noble des samouraïs, ils n'ont nul besoin de vendre leurs œuvres, mais leur influence est ressentie par certains artistes commerciaux, dont Shiba Kōkan.
Hiraga Gennai est arrêté et emprisonné en 1779 pour avoir tué un de ses disciples dans un accès de colère et de frustration, et meurt lui-même peu de temps après. Odano Naotake, étant étroitement lié à Gennai, est démis de ses fonctions officielles à Edo et l'école disparaît.